# Цивилизация Янцзы
Цивилизация Янцзы - совокупность различных древних культур неолита и бронзового века, существовавшая в районе бассейна реки Янцзы. Соседствовала с цивилизацией Хуанхэ.

## Культуры

### Верхняя Янцзы
- Культура Пентушань[англ.] (7000 до н.э. - 6100 до н.э.)
- Культура Дакси[англ.] (5000 до н.э. - 3000 до н.э.)
- Культура Цзюцзалинь[англ.] (3400 до н.э. - 2600 до н.э.)
- Культура Шицзяхэ (2500 до н.э. - 2000 до н.э.)

### Нижняя Янцзы
- Культура Хэмуду (5500 до н.э. - 3300 до н.э.)
- Культура Маджиабанг[англ.] (5000 до н.э. - 3000 до н.э.)[1]
- Культура Сонгзи[англ.] (3800 до н.э. - 3300 до н.э.)
- Культура Лянгзу[англ.] (3300 до н.э. - 2300 до н.э.)
- Культура Учэнь[англ.] (1600 до н.э. - ?)